# Arco de Nero
Arco de Nero (em latim: Arcus Neronis) foi um arco triunfal dedicado ao imperador romano Nero localizado na cidade de Roma. Nada restou de sua estrutura e sua forma é conhecida apenas através de moedas.

## História
O arco foi construído entre 58 e 62 para comemorar as vitórias de Cneu Domício Córbulo contra os partas. Localizado na encosta do monte Capitolino num local chamado de "inter duos lucos" ("entre os dois bosques sagrados"), coincidente com chamado "Asylum", entre a colina da cidadela do Capitolino e o próprio Capitólio ("in medio Capitolini montis"). Segundo uma das hipóteses, sua abertura estava sobre o Clivo Capitolino, como já acontecia com os antigos arcos triunfais republicanos mais antigos (como o Arco de Cipião Africano) e possivelmente era o último a ser atravessado antes da chamada "Área Capitolina".
Conhecido a partir de representações em moedas cunhadas a partir de 64, nas quais ele aparece em perspectiva no reverso, o Arco de Nero tinha um único arco e contava com uma quadriga no topo pilotada por estátuas da Vitória e da Paz. Nos cantos do ático estavam estátuas de soldados romanos em bronze. A vista em perspectiva permitia destacar a presença de uma estátua colossal de Marte, que ocupava um nicho lateral no arco. As colunas e o próprio arco eram decorados com relevos, uma prática inovadora na época e depois muito copiada.
É provável que ele tenha sido demolido logo depois da morte de Nero, em 68.